# Naissance en 1269
Naissance
- 1265
- 1266
- 1267
- 1268
- 1269
- 1270
- 1271
- 1272
- 1273

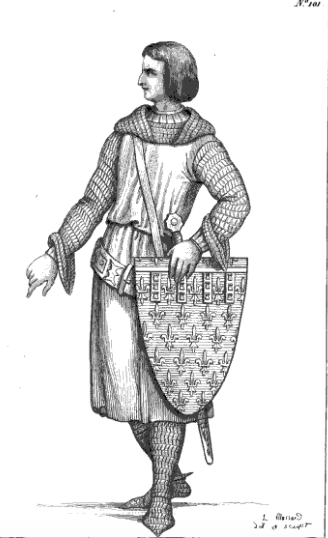
Philippe d'Artois, né en 1269.

Cette page dresse une liste de personnalités nées au cours de l'année 1269 :
- 18 juin : Aliénor d'Angleterre, princesse anglaise.
- 9 octobre : Louis III de Bavière, duc de Bavière.

- Philippe d'Artois, seigneur de Conches-en-Ouche.
- Huang Gongwang, peintre chinois.
- Frédéric Tuta, membre de la Maison de Wettin qui fut Margrave d'Osterland.